# Nepeta
Nepeta és un gènere de plantes de la família de les lamiàcies (Lamiaceae), conegudes pel seu efecte estimulador dels receptors per a feromones dels gats. El gènere procedeix del Vell Món, si bé la seva major diversitat és a la zona Mediterrània oriental. La majoria de les espècies posseeixen port herbaci, són perennes, tot i que n'existeixen d'anuals. Les flors són blanques, blaves, roses o liles, amb punts, i s'agrupen als àpexs caulinars.

## Taxonomia
- Nepeta agrestis Loisel. 1827
- Nepeta camphorata
- Nepeta cataria L. 1753
- Nepeta curviflora
- Nepeta xfaassenii Bergmans ex Stearn 1950
- Nepeta grandiflora M. Bieb. 1808
- Nepeta latifolia DC. 1805
- Nepeta nepetella L. 1759
- Nepeta nuda L. 1753
- Nepeta parnassica Heldr. & Sart.
- Nepeta racemosa
- Nepeta sibirica L. 1753